# Douglas D-558-1 Skystreak

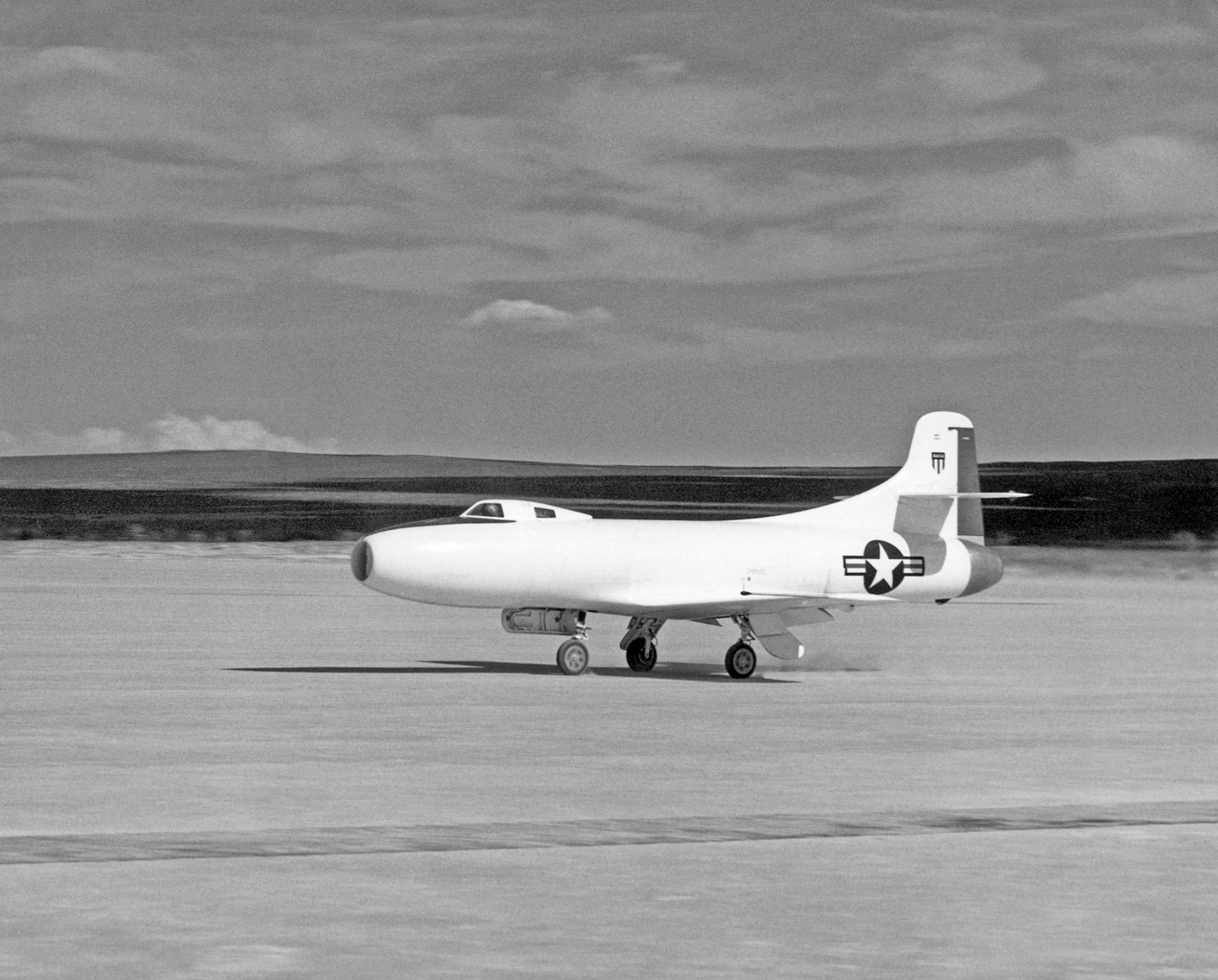
Douglas Skystreak D-558-I

Douglas Skystreak (D-558-1 hay D-558-I) là một dự án nghiên cứu máy bay phản lực một động cơ trong thập niên 1940 của Hoa Kỳ.

## Tính năng kỹ chiến thuật (D-558-1 Skystreak)
Đặc điểm tổng quát
- Tổ lái: 1
- Tải trọng: 500 lb thiết bị (227 kg)
- Chiều dài: 35 ft 8 in (10,87 m)
- Sải cánh: 25 ft 0 in (7,62 m)
- Chiều cao: 12 ft 1 in (3,68 m)
- Diện tích cánh: 150,7 ft² (14,00 m²)
- Trọng lượng có tải: 9.750 lb (4.423 kg)
- Trọng lượng cất cánh tối đa: 10.105 lb (4.583 kg)
- Động cơ: 1 × Allison J35-A-11 kiểu turbojet, 5.000 lbf (22 kN)

 Hiệu suất bay 
- Vận tốc cực đại: 650 mph (1.050 km/h)
- Thất tốc: 137 mph (221 km/h)
- Trần bay: 45.700 ft (13.900 m)
- Vận tốc leo cao: 9.220 ft/phút (2.810 m/phút)
- Tải trên cánh: 67 lb/ft² (330 kg/m²)
- Lực đẩy/trọng lượng: 0,51